# Биберфельд, Артур
Артур Биберфельд (нем. Arthur Biberfeld; 11 апреля 1874, Берлин — 6 января 1959) — немецкий архитектор еврейского происхождения.
Учился в Высшей технической школе в Шарлоттенбурге у Германа Энде и Отто Шмальца. В начале XX века строил преимущественно виллы в берлинских пригородах Груневальд и Ванзее (по-видимому, не сохранились). Наиболее заметной работой Биберфельда оказался фасад берлинской Комише опер (1904—1905), тяготевший к необарокко и югендстилю. В 1912 году по проекту Биберфельда выставочный зал на Гарденберг-штрассе был перестроен внутри для показа кинофильма «Камо грядеши?» (после ещё нескольких реконструкций это здание превратилось в известный кинотеатр Ufa-Palast am Zoo, на месте которого теперь находится Zoo Palast).
Составил собрание эскизов Адольфа фон Менцеля на архитектурные темы (1907).